# Episodi di Buongiorno, mamma! (seconda stagione)
La seconda stagione della serie televisiva Buongiorno, mamma!, composta da 12 episodi, è stata trasmessa in prima visione su Canale 5 dal 15 febbraio al 17 marzo 2023 in sei prime serate.
| n° | Titolo                     | Prima TV Italia  |
| -- | -------------------------- | ---------------- |
| 1  | (Ri)nascere                | 15 febbraio 2023 |
| 2  | Ritorno a casa             | 15 febbraio 2023 |
| 3  | Le cose perdute            | 17 febbraio 2023 |
| 4  | Fili nascosti              | 17 febbraio 2023 |
| 5  | Bugie                      | 28 febbraio 2023 |
| 6  | Per mia colpa              | 28 febbraio 2023 |
| 7  | Cucire con l'oro           | 3 marzo 2023     |
| 8  | Reazione a catena          | 3 marzo 2023     |
| 9  | Cosa c'è dietro alla Luna? | 10 marzo 2023    |
| 10 | Sotto la superficie        | 10 marzo 2023    |
| 11 | Un atto di fede            | 17 marzo 2023    |
| 12 | La verità                  | 17 marzo 2023    |

## (Ri)nascere
- Diretto da: Alexis Sweet
- Soggetto e sceneggiatura di: Elena Bucaccio e Francesco Arlanch

### Trama
2013: Anna, aprendo la porta di casa con in braccio il piccolo Michelino, si ritrova davanti Maurizia, sopravvissuta all'incendio, rimanendone visibilmente sconvolta.
Nel presente, alcuni mesi dopo la fine della prima stagione, Anna non si è ancora svegliata e anzi le sue condizioni stanno solo peggiorando. Sole sta per partorire e viene invitata dalla nonna Lucrezia ad andare a vivere da lei dopo il parto. Agata continua a stare vicino a Guido per l'assistenza ad Anna e le faccende domestiche e in un momento di debolezza lo bacia, ma se ne pente subito. La ragazza si scusa poi con Jacopo, che li ha visti e si è arrabbiato con lei, non avendo intenzione di mettersi tra Guido e Anna né di sfasciare la loro famiglia, che è anche l'unica che lei abbia mai avuto, mentre lui, al contempo, sembra essere geloso della cosa. Sole si sente sola nell'affrontare questo difficile momento perché Federico non affronta seriamente la cosa. Agata facendo l'autostop un giorno ha modo di conoscere il misterioso Mauro che la invita nel suo locale. Una sera Anna fa un incubo e, muovendosi, cade dal letto venendo soccorsa dai figli mentre Sole viene portata in ospedale dall'amico Greg perché le si sono rotte le acque. In ospedale Anna si risveglia dal coma e Sole partorisce prematuramente una bambina che decide di chiamare proprio come la madre.
- Altri interpreti: Anna Lisa Amodio, Sarah Sammartino, Francesca Fucci, Roberto Ferrara, Marisa Cafariello (infermiera), Isabella Andrei, Tancredi Testa (Jacopo undicenne), Elisa Miccoli (Sole a 9 anni)
- Ascolti: telespettatori 3 458 000 – share 21,20%[4]

## Ritorno a casa
- Diretto da: Alexis Sweet
- Soggetto e sceneggiatura di: Elena Bucaccio e Francesco Arlanch

### Trama
Anna non riesce né a parlare né a camminare e dopo essersi un po' ripresa decide di continuare la riabilitazione a casa dove viene accolta dai figli. Grazie a un tablet riesce a comunicare con loro facendo anche capire che lei ha ascoltato tutto quello che veniva detto nella sua stanza e che quindi non ha bisogno di grosse spiegazioni su ciò che è successo durante la sua assenza. Lucrezia non è molto contenta di questo prematuro ritorno a casa e non si frena nei giudizi davanti alla figlia e a Guido. Francesca torna a casa e presenta alla famiglia Karim, un ragazzo che ha sposato per consentirgli di ottenere il permesso di soggiorno. Intanto, Greta lascia Jacopo perché si è resa conto, da come ne parla e dalle attenzioni che ha iniziato a riservarle, che lui ha cominciato a provare dei sentimenti per Agata. Anna prosegue spedita la riabilitazione a casa con un fisioterapista ma è triste perché si sente distante dai figli che non ha visto crescere in questi anni. Agata spiega ad Anna che tra lei e Guido non c'è e non ci sarà niente e la ringrazia per aver salvato Sole da piccola. Anna torna a parlare e le sembra ritornare in mente il momento clou che le ha causato la caduta otto anni prima.
- Altri interpreti: Beatrice Maria Moretti (Francesca bambina), Jonas Thapa (Jacopo bambino)
- Ascolti: telespettatori 3 458 000 – share 21,20%[4]

## Le cose perdute
- Diretto da: Alexis Sweet
- Soggetto e sceneggiatura di: Giorgia Mariani

### Trama
Anna dice al marito che pensa di essere finita in coma a causa di uno shock probabilmente dovuto al ritorno di Maurizia ma Guido prova a rassicurarla dicendole che la donna era già morta da tempo. Nonostante ciò si rivolge anche a Jacopo e al padre sostenendo di essere stata aggredita all'epoca. Colaprico ricontatta Agata perché vuole parlare con Anna. Guido chiede ad Anna di non tormentare i figli.
Alla festa di battesimo di Nina si presenta anche Piggi con sua moglie spiazzando Francesca che se la prende con la nonna per averlo invitato. Federico è sempre distaccato per il dispiacere di Sole.
Con un flashback vediamo nel 2002 Guido mandare via Maurizia dalla festa di battesimo di Jacopo dove lei lavorava come cameriera del catering. Avendo perso il lavoro viene aiutata dal padre di Guido, anche lui mandato via dalla festa, che gli presenta Saverio, proprietario di un allevamento di cani, e il piccolo Mauro, che altri non è che il barista che nel presente ha incontrato Agata.
- Altri interpreti: Niccolò Ferrero (Piggi), Elisa Liistro (Valentina) Giusy Frallonardo (madre Federico), Michelangelo De Vitis, Sergio Tardioli (fabbro), Raffaele Simone Cordiano (Mauro dodicenne), Tancredi Testa (Jacopo undicenne).
- Ascolti: telespettatori 3 410 000 – share 19,80%[5]

## Fili nascosti
- Diretto da: Alexis Sweet
- Soggetto e sceneggiatura di: Michela Straniero

### Trama
Sole cerca di attirare l'attenzione di Federico mandandogli delle foto carine con la piccola Nina in braccio ma il ragazzo la ignora.
Anna cerca di recuperare il legame con i figli e il marito facendo ingelosire Agata che si rifà andando da Mauro non sapendo che il ragazzo sta indagando su di lei e quindi la frequenta con secondi fini. Colaprico dice ad Agata che sta eliminando tutto il materiale relativo a Maurizia e le chiede di cancellare il suo numero.
Francesca sembra essere gelosa della vera fidanzata di Karim. Federico si fa perdonare presentandosi davanti a scuola di Sole con un mazzo di rose. Anna è preoccupata perché trova dell'erba in camera di Jacopo e quando lo affronta la discussione degenera e lei allontana anche Agata che aveva cercato di calmare gli animi. Poco dopo, in giardino, Jacopo e Agata parlano di quanto successo e del fatto che Anna sembra non conoscerlo più, a differenza di lei che invece si è integrata subito in famiglia e da cui si sente molto più capito. I due poi passano del tempo insieme stesi sul prato e Jacopo prova a baciarla, però Agata lo allontana perché sostiene che sono come fratelli e quindi non può succedere nulla tra loro, ma il ragazzo le risponde che lei non è affatto una sorella per lui, ma che, stando sempre insieme, tutto il giorno tutti i giorni, ha capito che vorrebbe qualcosa di più, lasciando Agata senza parole e confusa. Sole lascia Nina da Federico per una sera e va in discoteca con Greg che pensa di rifarsi avanti con l'amica.
Francesca, dopo una serata passata insieme, davanti a casa si bacia con Paolo, fisioterapista della madre e sua vecchia conoscenza; proprio Anna li vede quando apre la porta di casa e fa capire alla figlia che sa bene che il suo matrimonio con Karim è finto ed è fiera di lei per aver aiutato un ragazzo in difficoltà ma non le sta bene che abbia una relazione con un uomo sposato, tuttavia Francesca le risponde che lei non può capire i suoi sentimenti e quello che ha passato perché non c'è stata in tutti questi anni. Il giorno dopo Anna chiede scusa ai figli dando loro ragione sul fatto di non aver potuto vivere la loro crescita e si fa fare una foto con loro da Agata. La ragazza è sempre più gelosa e si sente sempre più fuori posto, perciò decide di prendere le sue cose ed andare a stare da Mauro.
Vincenzo trova, all'interno della bambolina che aveva preso dal casale di Maurizia il giorno dell'incendio, una chiave del Binsky Point, l'allevamento di cani di Saverio, il padre di Mauro, ucciso proprio il giorno dopo quell'incendio.
- Altri interpreti: Kavita Albizzati (Darika), Chiara Bonacina (prof Sole), Davide Zerbi, Beatrice Maria Moretti (Francesca bambina), Jonas Thapa (Jacopo bambino)
- Ascolti: telespettatori 3 410 000 – share 19,80%[5]

## Bugie
- Diretto da: Alexis Sweet
- Soggetto di: Giorgia Mariani
- Scritto da: Michela Straniero, Margherita Pauselli e Francesco Arlanch

### Trama
Gli ispettori dell'immigrazione stanno addosso a Francesca e Karim; Francesca deve allontanare Paolo anche perché è sua moglie a chiederlo alla ragazza. Anna durante una visita in ospedale ripensa all'incendio e al fatto di aver tolto Sole a Maurizia ma Guido la tranquillizza dicendo che loro non si devono rimproverare nulla. Sole si dispera quando viene a sapere che Federico ha deciso di partire per gli Stati Uniti e cerca di raggiungerlo a Fiumicino con l'auto di Francesca; evita un incidente con Colaprico, che stava indagando sull'omicidio di Saverio, e insieme raggiungono l'aeroporto quando l'aereo è già partito. Intanto, Jacopo e Agata hanno un chiarimento su quanto successo tra loro e Jacopo cerca di sminuire la cosa dicendo ad Agata che aveva fumato e quindi si è comportato in quel modo per quello, apparendo però visibilmente imbarazzato dalla situazione, ma allo stesso tempo è anche preoccupato che lei abbia lasciato casa Borghi a causa sua, ma la ragazza lo rassicura che non è così e che tra loro è tutto a posto. Inoltre, Jacopo rivela che non vuole più studiare, ma fare musica e questa decisione fa arrabbiare molto Anna portando ad un nuovo scontro tra i due; il ragazzo, poi, tramite Agata, inizia a lavorare come Dj nel locale di Mauro, mentre la sua gelosia traspare sempre di più perché innamorato della ragazza.
- Altri interpreti: Giusy Frallonardo (mamma Federico), Camilla Tagliaferri (moglie Paolo), Francesco Meoni (dottore), Gabriele Linari (ispettore immigrazione Accardi), Cecilia Di Giuli (ispettore immigrazione Improta), Raffaele Simone Cordiano (Mauro dodicenne), Carlotta Arganò
- Ascolti: telespettatori 3 109 000 – share 18,40%[6]

## Per mia colpa
- Diretto da: Alexis Sweet
- Soggetto di: Michela Straniero
- Scritto da: Giovanni Di Giamberardino, Giorgia Mariani e Elena Bucaccio

### Trama
Anna e Guido discutono perché lei vuole raccontare tutta la verità a Sole. Karim ottiene il permesso di soggiorno e lascia casa Borghi ringraziando tutti per il sostegno. Francesca cerca di far capire a Paolo che non devono più vedersi. Colaprico, mentre indaga sull'omicidio di Saverio, promette a Sole di aiutarla a rintracciare Federico. Jacopo inizia a fare "affari" con il suo ex compagno di scuola Daniel tanto da potersi permettere una bella moto; Agata, dopo che lui è andato a sfogarsi al locale per il momento pessimo che sta passando, capisce che c'è qualcosa che non va nel comportamento del ragazzo e che forse sta commettendo qualche sciocchezza ed inizia a preoccuparsi per lui. Guido intravede Colaprico in città e redarguisce Sole raccomandandole di non chiedergli più nulla. Anna va alla roulotte di Colaprico chiedendogli di lasciare stare lei e la sua famiglia. Agata, dopo aver saputo da Sole che è in contatto con il vicequestore, mette al corrente Guido ed Anna che lui è il padre della sorella. Mentre i due discutono sul da farsi, Sole ascolta una parte della conversazione da dietro la porta e corre in lacrime da Agata, chiedendole se sapeva già di essere sua sorella.
- Altri interpreti: Marco Caldoro (uomo Binsky Point), Chiara Bonacina (prof. Sole), Raffaele Simone Cordiano (Mauro dodicenne)
- Ascolti: telespettatori 3 109 000 – share 18,40%[6]

## Cucire con l'oro
- Diretto da: Laura Chiossone
- Soggetto di: Giorgia Mariani
- Scritto da: Lorenzo Righi

### Trama
Dopo aver scoperto di essere sua sorella, Sole sente il bisogno di passare del tempo con Agata e si trasferisce da lei. La scoperta di Sole ha disorientato non solo lei ma anche i suoi fratelli, soprattutto Francesca, furiosa perché nonostante i suoi sospetti Anna e Guido hanno continuato a mentirle. Agata cerca di aiutare Anna e Guido a recuperare il rapporto con i figli invitandoli ad accettare l'invito al teatro di Bracciano per parlare della loro famiglia, evento a cui, con un piccolo inganno, cerca di far assistere anche Sole, Francesca e Jacopo, ma il suo piano fallisce e finisce per discutere con la sorella. Grazie all'intervento di Michelino, Anna riesce a parlare con Sole, che chiede tempo per metabolizzare. Jacopo è nei guai perché Dario, un cliente di Daniel, è finito in overdose e successivamente in coma a causa dei medicinali comprati con le ricette che lui ha rubato al nonno e rivenduto all'amico. Francesca dice a Paolo di non voler più continuare ad essere la sua amante e si rifugia a casa di Karim. Agata riesce a fare ricongiungere Francesca e Jacopo con Sole passando una bella serata tutti insieme. Guido e Anna decidono di raccontare a Sole che Colaprico è suo padre perché non possono permettere che la ragazza venga a saperlo da altri e che quindi pensi che loro le hanno mentito ancora. Proprio Colaprico, intanto, scopre che Agata lavora da Mauro e che lui, a sua volta, è collegato a Maurizia, quindi torna a Bracciano e rimane sorpreso quando Sole, in confidenza, gli racconta di avere diciassette anni e di aver appena scoperto di essere la figlia di Maurizia: l'uomo, così, capisce che la ragazza è sua figlia.
- Altri interpreti: Valeria Flore (donna associazione Alba), Beatrice Maria Moretti (Francesca bambina), Jonas Thapa (Jacopo bambino)
- Ascolti: telespettatori 2 867 000 – share 17,40%[7]

## Reazione a catena
- Diretto da: Laura Chiossone
- Soggetto di: Michela Straniero
- Scritto da: Giovanni Di Giamberardino

### Trama
Colaprico se la prende con Agata perché ha sempre saputo che sua figlia, ossia Sole, non era morta con Maurizia nell'incendio al casale come invece lui credeva. Guido e Anna cercano di riavvicinarsi a Sole e la invitano a cena ma lei rifiuta trovando una scusa. In ospedale Jacopo conosce Lea, sorella di Dario, il ragazzo finito in coma per colpa sua. Mauro confessa ad Agata di aver conosciuto Maurizia all'allevamento dei cani del padre presso cui lavorava e che è sparita subito dopo che l'uomo è stato ucciso. Agata capisce che il ragazzo non l’ha avvicinata per puro caso, ma che era stato tutto pianificato e lui le spiega che voleva scoprire se Maurizia fosse responsabile della morte di suo padre. Agata, sconvolta e furiosa, lascia quindi sia lui che il locale, racconta tutto a Colaprico e ritorna a vivere a casa dei Borghi, così come decide di fare anche Sole, dopo essere entrambe accorse in ospedale alla notizia del ricovero di Michelino per un'appendicite. Agata si reca quindi al Binsky Point per cercare di capire se effettivamente sua madre ha qualcosa a che fare con la morte del padre di Mauro e incontra un ragazzo fuori dal cancello che le dice di ricordarsi di lei, chiamandola Maurizia. Intanto, a casa Borghi, Anna e Guido dicono a Sole che Colaprico è suo padre.
- Altri interpreti: Valerio Da Silva (ragazzo Binsky Point), Ruben Mulet Porena (Dario), Fabrizio Nevola (Melchiorri), Raffaele Simone Cordiano (Mauro dodicenne), Nicoletta Di Bisceglie (Lea)
- Ascolti: telespettatori 2 867 000 – share 17,40%[7]

## Cosa c'è dietro alla Luna?
- Diretto da: Laura Chiossone
- Soggetto di: Giorgia Mariani
- Scritto da: Giorgia Mariani, Lorenzo Righi e Costanza Cerasi

### Trama
Sole chiede a Colaprico di fare il test del DNA per avere la certezza che sia suo padre, Jacopo inizia a frequentare Lea, la sorella del ragazzo finito in coma, mentre Francesca scopre che Paolo ha chiesto il divorzio dalla moglie e che Karim si è innamorato di lei. Guido invece è parecchio geloso del rapporto che si sta instaurando tra Sole e Colaprico. Agata, accompagnata da Mauro (dopo aver deciso di dargli una seconda occasione in seguito alle sue bugie in quanto ora lui sembra sincero sui suoi sentimenti), va a parlare con il ragazzo che ha incontrato fuori dal Binsky Point scoprendo che sul cellulare ha una foto di sua madre risalente, come appurato poi da Colaprico, al giorno in cui Anna è finita in coma. I risultati del test del DNA confermano che Colaprico è il padre di Sole e che, quindi, ora lui potrà e dovrà trovare un suo posto all'interno della vita di Sole, con cui inizia a conoscersi meglio e a passare del tempo insieme, contento di aver avuto la sua seconda occasione come padre.
- Altri interpreti: Valerio Da Silva (ragazzo Binsky Point), Guendalina Bianchetti (ragazza baby nuoto), Camilla Tagliaferri (moglie Paolo), Elisa Miccoli (Sole a 9 anni)
- Ascolti: telespettatori 3 018 000 – share 18,90%[8]

## Sotto la superficie
- Diretto da: Laura Chiossone
- Soggetto di: Michela Straniero
- Scritto da: Michela Straniero e Giovanni Di Giamberardino

### Trama
Colaprico mette al corrente i Borghi riguardo al fatto che Maurizia era sopravvissuta all'incendio e che era fuori dal Binsky Point il giorno in cui Anna è finita in coma. Mauro racconta ad Agata di ricordarsi solo ora di aver intravisto Maurizia sulla tomba del padre poco dopo la sua morte, ma di non averla riconosciuta per via di una parrucca bionda che indossava. Al risveglio di Dario, Jacopo si chiarisce con lui riguardo all'accaduto, ma è molto titubante all'idea di dover dire a Lea la verità perché teme che lei possa non perdonarlo e troncare la relazione, così, a casa, si confida con Agata riguardo la situazione e lei gli suggerisce di dire la verità sperando che Lea lo perdoni (e che se non sarà così dovrà accettarlo in quanto avrebbe tutti i motivi per non farlo) perché solo una storia senza segreti può essere vissuta serenamente. Nel lago vicino al molo, intanto, viene rinvenuto un cadavere e Colaprico interroga subito Guido sospettando che possa essere coinvolto; dal calco dentale si risale all'identità di Maurizia che si scopre essere stata incinta e il figlio che portava in grembo al momento della morte, dal test del DNA, sembrerebbe essere proprio di Guido.
- Altri interpreti: Ruben Mulet Porena (Dario), Laura Sinceri, Francesca Castaldi (Iris), Andrea Sincera (Mauro ventenne)
- Ascolti: telespettatori 3 018 000 – share 18,90%[8]

## Un atto di fede
- Diretto da: Laura Chiossone
- Soggetto e sceneggiatura di: Giorgia Mariani

### Trama
Anna, mentre discute con sua madre, sente alla radio la notizia secondo la quale il figlio che aspettava Maurizia era di Guido e rimane sconvolta. La donna s'infuria con il marito non credendo alle sue spiegazioni e decide quindi di andare a stare dalla madre con i figli. Guido attacca Colaprico dicendogli che lo vuole incastrare ma il vicequestore nega dicendo che il PM ha riaperto l'indagine e gli consiglia di aspettare a casa ulteriori sviluppi. Tuttavia i due hanno modo di passare del tempo insieme quando con Sole indagano sul passato di Maurizia: i tre risalgono a una casa di accoglienza dove si scopre che Maurizia aveva soggiornato lì circa dieci anni prima,  per un periodo di due anni per disintossicarsi. Anna viene tranquillizzata dalla madre sul fatto che Guido non l'abbia mai potuta tradire, sebbene lei non abbia mai stravisto per il
genero. Dopo essere tornata a casa, Anna viene a sapere da Guido che Maurizia era rimasta incinta di suo padre Elio e non di lui.
- Altri interpreti: Michel Berinucci (giornalista), Laura Sinceri, Francesca Castaldi (Iris), Lorenzo Lancellotti (Umberto), Angelica Tuccini, Dafne Dardarelli (Francesca bambina)
- Ascolti: telespettatori 3 011 000 – share 19,00%[9]

## La verità
- Diretto da: Laura Chiossone
- Soggetto e sceneggiatura di: Michela Straniero

### Trama
Si capisce finalmente che Maurizia si era presentata a casa dei Borghi e che poco dopo Anna cadde finendo in coma. Anna inizia a ricordare che la donna voleva riprendersi Sole dopo di che non ricorda più nulla eccetto un particolare bracciale.
Carmine, lo zio di Mauro, racconta a Vincenzo e Guido che l'allevamento del fratello fu una copertura per il traffico di droga e che potrebbe essere stato coinvolto anche Elio Borghi. Anche se non ci sono prove, Guido è convinto che suo padre abbia ucciso Maurizia e Saverio. Jacopo inspiegabilmente allontana Lea ma poi prende coraggio e le racconta la verità su ciò che è successo al fratello sconvolgendola; Francesca invece capisce di essere innamorata da Karim e lo ferma appena in tempo in aeroporto prima della partenza per l'India chiedendogli di sposarlo per davvero. Mauro, da un disegno mostratogli da Agata, riconosce il bracciale del padre e lo ritrova in un cassetto di casa confrontandosi con suo zio che lo tranquillizza. Con un flashback si scopre che Maurizia aveva avuto in regalo proprio quel bracciale da Carmine e ha visto quest'ultimo uccidere il fratello Saverio durante una colluttazione. Maurizia, dopo essere scappata dal Binsky Point, aveva raggiunto casa Borghi e ne aveva parlato con Anna ma non si era accorta di essere seguita da Carmine: l'uomo aveva tirato uno schiaffo ad Anna mandandola in coma per poi uccidere Maurizia strangolandola. Anna, proprio quando inizia a ricordare, si ritrova davanti Carmine in casa che la sequestra. Perlustrando gli armadietti del Binsky Point, Guido e Vincenzo iniziano a sospettare di Carmine e si precipitano a casa Borghi dato che Anna non risponde al telefono. I due riescono a rintracciare un deposito dove Carmine sta per uccidere Anna ma riescono a fermarlo appena in tempo.
Nel finale Francesca e Karim si sposano per la seconda volta con una bella cerimonia che si tiene a casa Borghi, Jacopo e Lea si chiariscono, Guido e Vincenzo sono ormai in piena sintonia e finalmente Sole e Greg si baciano.
- Altri interpreti: Angelo Galdi, Gabriele Scopel, Elisa Miccoli (Sole a 9 anni)
- Ascolti: telespettatori 3 011 000 – share 19,00%[9]